# Michael Blakemore
Michael Howell Blakemore (Sydney, 18 giugno 1928 – 10 dicembre 2023) è stato un regista teatrale australiano.

## Biografia
Dopo gli studi in medicina all'Università di Sydney, Blakemore fece il suo debutto nel mondo dello spettacolo come pubblicista di Robert Morley. Nel 1950 si trasferì nel Regno Unito per studiare alla Royal Academy of Dramatic Art, dove si laureò nel 1952. Iniziò a lavorare nel teatro britannico come attore a Birmingham e con la Royal Shakespeare Company, recitando con attori come Laurence Olivier per la regia di importanti registi, tra cui Peter Hall. Dopo due stagioni come attore all'Open Air Theatre di Londra agli inizi degli anno 60, Blakemore continuò a recitare a teatro in Scozia e nella natia Australia per la gran parte del decennio, cominciando a lavorare in veste di regista nel 1966 con diverse produzioni al Citizens' Theatre di Glasgow. Ottenne il suo primo successo nel 1967, quando diresse la pièce A Day in the Death of Joe Egg a Londra e a Broadway, dove fu candidato al Tony Award  per la sua regia.
Dal 1969 al 1976 lavorò come regista con la compagnia del Royal National Theatre all'Old Vic. In questo periodo diresse produzioni di altro profilo Macbeth (1972) e Il giardino dei ciliegi (1973), oltre a dirigere Laurence Olivier in un revival di Lungo viaggio verso la notte (1971). Nel 1977 si unì alla Royal Shakespeare Company, per poi diventare il regista fisso del Lyric Theatre di Londra, dove diresse opere come L'anatra selvatica (1980) e la prima mondiale di Rumori fuori scena (1982). Negli anni successivi collaborò spesso con Michael Frayn, già autore di Rumori fuori scena, dirigendo il suo Benefactors (1984) e la sua traduzione di Zio Vania (1988).
Dopo quasi vent'anni d'assenza, Blakemore tornò al National Theatre per dirigere l'ultima pièce di Frayn, Copenhagen. Il dramma fu un successo e fu riproposto a Broadway, dove valse al Blakemore il Tony Award alla miglior regia di un'opera teatrale; nello stesso anno vinse il Tony Award alla miglior regia di un musical per un acclamato revival di Kiss Me, Kate, in scena a Broadway con Marin Mazzie e Brian Stokes Mitchell. Negli anni 2000 ha diretto Angela Lansbury nella pièce di Terrence McNally Deuce a Broadway nel 1997 e nella commedia di Noel Coward Spirito allegro a Londra nel 2014.
È morto nel 2023 all'età di 95 anni.